# Vulgar Display of Power
Vulgar Display of Power è il sesto album in studio del gruppo musicale statunitense Pantera, pubblicato il 25 febbraio 1992 dalla Atco Records.
Considerato una pietra miliare non solo del sottogenere groove metal ma dell'intero heavy metal moderno, l'album è stato collocato, nel 2017, alla decima posizione dei 100 migliori album metal di tutti i tempi secondo Rolling Stone.

## Descrizione
Con Vulgar Display of Power il gruppo confermò il successo del precedente Cowboys from Hell, arrivando alla fama internazionale.
L'idea per il titolo dell'album viene da una battuta del film L'esorcista tra padre Damien Karras e Regan MacNeil: il sacerdote chiede alla ragazza posseduta di liberarsi dalle catene che la imprigionano usando la sua forza demoniaca, ma lei risponde "That's much too vulgar a display of power" ("Sarebbe solamente un volgare sfoggio di potere").
Nel 2012 l'album è stato ristampato con l'aggiunta della traccia inedita Piss e di un DVD con il concerto tenutosi a Reggio Emilia durante il Monsters of Rock Italia del 1992 con alcuni videoclip.

## Tracce
Testi e musiche dei Pantera.
1. Mouth for War – 3:57
2. A New Level – 3:58
3. Walk – 5:15
4. Fucking Hostile – 2:49
5. This Love – 6:33
6. Rise – 4:37
7. No Good (Attack the Radical) – 4:50
8. Live in a Hole – 5:00
9. Regular People (Conceit) – 5:28
10. By Demons Be Driven – 4:40
11. Hollow – 5:46

Contenuto bonus nella riedizione del 2012
- CD

1. Piss – 5:07

- DVD

1. Mouth for War (Live in Italy)
2. Domination/Hollow (Live in Italy)
3. Rise (Live in Italy)
4. This Love (Live in Italy)
5. Cowboys from Hell (Live in Italy)
6. Mouth for War (Music Video)
7. This Love (Music Video)
8. Walk (Music Video)

## Formazione
Gruppo
- Philip Anselmo – voce
- Diamond Darrell – chitarra
- Rex – basso
- Vinnie Paul – batteria

Produzione
- Terry Date – produzione, ingegneria del suono, missaggio
- Vinnie Paul – produzione, ingegneria del suono, missaggio
- Pantera – coproduzione
- Howie Weinberg – mastering

## Classifiche
| Classifica (1992)     | Posizione massima |
| --------------------- | ----------------- |
| Germania              | 69                |
| Regno Unito           | 64                |
| Stati Uniti           | 44                |
| Classifica (2012)     | Posizione massima |
| Stati Uniti (catalog) | 7                 |